# Nannophrys guentheri
Nannophrys guentheri és una espècie extinta d'amfibi anur que va viure a Sri Lanka.